# Mirrors (Band)
Mirrors ist eine englische Band aus Brighton, die 2009 von James New und Ally Young gegründet wurde.

## Geschichte
Im November / Dezember 2010 spielten die Mirrors ihre erste Tour in Großbritannien sowie als Vorgruppe auf der Europa-Tour von OMD. Auf ihrer Tour im April und Mai 2011 traten sie auch in Deutschland auf.
Am 18. März 2011 erschien ihr erstes Album mit dem Titel Lights and Offerings.
Am 8. Juli 2011 trat die Band während der Berlin Fashion Week auf der Stylenite auf, eine kulturelle Veranstaltung des Designers Michael Michalsky, zu der er regelmäßig bekannte Bands oder vielversprechende Neuentdeckungen einlädt. Die Veranstaltung wurde live im Internet übertragen.
Im Oktober 2011 gab Ally Young seinen Ausstieg aus der Band bekannt.

## Stil
Die Musik der vierköpfigen Gruppe wird durch den Einsatz analoger Synthesizer geprägt. Vom Stil her ist sie im Bereich Synth-Pop, Electro-Funk einzuordnen. Ihre Musik bezeichnet die Gruppe selbst als „Electronic soul“. Bei ihren Auftritten und auf Fotos tragen die Bandmitglieder stets Maßanzüge. Musikalisch bezieht die Band laut eigener Aussage Inspirationen von Gruppen wie Kraftwerk, OMD, Depeche Mode sowie Blancmange.

## Diskografie
- 2011: Lights and Offerings (Album)